# Coenonympha crasselineata
Coenonympha crasselineata är en fjärilsart som beskrevs av Gradl 1933. Coenonympha crasselineata ingår i släktet Coenonympha och familjen praktfjärilar. Inga underarter finns listade i Catalogue of Life.